# 파트리오타스 FC
파트리오타스 FC(Patriotas F.C.)은 콜롬비아에 위치한 퉁하를 연고로 하는 축구팀이다. 이 팀은 2003년에 창단하였다.